# Format dehidrogenaza
Format dehidrogenaza (EC 1.2.1.2, format-NAD+ oksidoreduktaza, FDH I, FDH II, N-FDH, formt vodonik-lijaza, format hidrogenlijaza, hidrogenlijaza, +-vezana formatna dehidrogenaza, +-zavisna formatna dehidrogenaza, formatna dehidrogenaza (+), +-formatna dehidrogenaza, format benzil-viologen oksidoreduktaza, dehidrogenaza mravlje kiseline) je enzim sa sistematskim imenom format:NAD+ oksidoreduktaza. Ovaj enzim katalizuje sledeću hemijsku reakciju
format + NAD+ {\displaystyle \rightleftharpoons } 2 + NADH
Ovaj enzim kod većine aerobnih organizama ne sadrži redoks-aktivne centre. Enzim iz proteobakterije Metilosinus trichosporium sadži gvožđe-sumporne centre, flavin i molibdenijum centar. Zajedno sa EC 1.12.1.2, vodonik dehidrogenazom, formira sistem koji je ranije bio nepoznata kao format dehidrogenaza.

## Literatura
- Nicholas C. Price; Lewis Stevens (1999). Fundamentals of Enzymology: The Cell and Molecular Biology of Catalytic Proteins (Third изд.). USA: Oxford University Press. ISBN 019850229X.
- Eric J. Toone (2006). Advances in Enzymology and Related Areas of Molecular Biology, Protein Evolution (Volume 75 изд.). Wiley-Interscience. ISBN 0471205036.
- Branden C; Tooze J. Introduction to Protein Structure. New York, NY: Garland Publishing. ISBN 0-8153-2305-0.
- Irwin H. Segel. Enzyme Kinetics: Behavior and Analysis of Rapid Equilibrium and Steady-State Enzyme Systems (Book 44 изд.). Wiley Classics Library. ISBN 0471303097.

## Spoljašnje veze
- Formate+dehydrogenase на 